# Eurytoma floridana
Eurytoma floridana är en stekelart som först beskrevs av William Harris Ashmead 1887.  Eurytoma floridana ingår i släktet Eurytoma och familjen kragglanssteklar. Inga underarter finns listade i Catalogue of Life.